# Nikolái Poliakov
Nikolái Alexéyevich Poliakov (en ruso: Николай Алексеевич Поляков; Leningrado, URSS, 14 de junio de 1951) es un deportista soviético que compitió en vela en la clase Soling.
Participó en tres Juegos Olímpicos de Verano, entre los años 1976 y 1988, obteniendo una medalla de plata en Moscú 1980, en la clase Soling (junto con Boris Budnikov y Alexandr Budnikov), y el cuarto lugar en Montreal 1976, en la misma clase.
Ganó una medalla de bronce en el Campeonato Mundial de Soling de 1987 y cuatro medallas en el Campeonato Europeo de Soling entre los años 1980 y 1987.

## Palmarés internacional
| \| Juegos Olímpicos \| Juegos Olímpicos \| Juegos Olímpicos \| Juegos Olímpicos \| \| Año \| Lugar \| Medalla \| Clase \| \| ------------------ \| ---------------------- \| ----------------- \| ---------------- \| \| 1980 \| Moscú (URSS) \| Medalla de plata \| Soling \| \| Campeonato Mundial \| \| \| \| \| Año \| Lugar \| Medalla \| Clase \| \| 1987 \| Kiel (RFA) \| Medalla de bronce \| Soling \| \| Campeonato Europeo \| \| \| \| \| Año \| Lugar \| Medalla \| Clase \| \| 1980 \| Helsinki (Finlandia) \| Medalla de oro \| Soling \| \| 1982 \| Copenhague (Dinamarca) \| Medalla de plata \| Soling \| \| 1985 \| Balatonfüred (Hungría) \| Medalla de bronce \| Soling \| \| 1987 \| Karlshamn (Suecia) \| Medalla de oro \| Soling \| |                        |                   |        |
| Juegos Olímpicos |                        |                   |        |
| Año | Lugar                  | Medalla           | Clase  |
| 1980 | Moscú (URSS)           | Medalla de plata  | Soling |
| Campeonato Mundial |                        |                   |        |
| Año | Lugar                  | Medalla           | Clase  |
| 1987 | Kiel (RFA)             | Medalla de bronce | Soling |
| Campeonato Europeo |                        |                   |        |
| Año | Lugar                  | Medalla           | Clase  |
| 1980 | Helsinki (Finlandia)   | Medalla de oro    | Soling |
| 1982 | Copenhague (Dinamarca) | Medalla de plata  | Soling |
| 1985 | Balatonfüred (Hungría) | Medalla de bronce | Soling |
| 1987 | Karlshamn (Suecia)     | Medalla de oro    | Soling |